# Правобережна Україна
Правобере́жна Украї́на (Правобережжя, Правобічна Україна) — історико-географічна назва частини території України на правому березі Дніпра. Займала територію сучасних Вінницької, Житомирської, Кіровоградської, Київської та частково Черкаської областей.
Термін «Правобережна Україна» трапляється в історичних документах від другої пол. 17 ст.

## Географія
На початку XVIII ст. під поняттям «Правобережна Україна» розуміли регіон між середніми течіями Дністра і Дніпра, який охоплював територію Брацлавського і південної частини Київського воєводств (північна межа проходила південніше р. Стугни, по її течії, далі до р. Ірпінь, далі в південному напрямі до лінії кордону Брацлавського і Київського воєводств).
За сучасним адміністративним поділом Правобережжя охоплює південну частину правого берега Київської області, правобережжя Черкаської, Вінницьку область (без західної її частини, за р. Мурафою (ця територія належала Подільському воєводству), невеликі частини Одеської (на півночі), Миколаївської (на північному заході) та Кіровоградської (на півночі) областей, північна частина Херсонської області та і північний схід Молдови.

До Андрусівського перемир'я 1667 р. до складу Правобережжя також входив Київ (та частина території поблизу Києва між Стугною, Дніпром та Ірпенем), після цього цей район постійно був володінням Московського царства і вважався частиною лівобережного Київського полку.
З іншого боку в той самий час існувало ширше визначення Правобережної України, яке поширювалось і на решту території Київського воєводства, розташованої на правому березі Дніпра, і також на Волинське воєводство.

## Історія
Специфіка еволюції Правобережжя, значною мірою зумовлена специфікою розвитку козацтва, що її населяло (хоч і з певними перервами), що зрештою призвело до виділення цієї території в окремий історико-політичний регіон.

### XVII сторіччя
За Андрусівським перемир'ям 1667 р. Правобережна Україна (за винятком Києва та округи) залишалась у складі Речі Посполитої.
Унаслідок Бучацької мирної угоди 1672 р. землі Правобережжя було поділено на три частини: Поділля зайняла Османська імперія, Брацлавщина і Південна Київщина перебували під владою правобережного гетьмана Петра Дорошенка (васала Османської імперії), решта території Правобережної України належала Речі Посполитій.
За Бахчисарайською мирною угодою 1681 р. кордон між Московською державою й Османською імперією визначили по Дніпру, і Південна Київщина, Брацлавщина та Поділля потрапляли під султанську владу.
Після поразки османської армії під Віднем (1683) уклали Карловицький мир 1699 (див. Карловицький конгрес 1698-99), за яким Правобережна Україна знову цілком перейшла до складу Речі Посполитої.
У 1685 р. сейм Речі Посполитої прийняв ухвалу про поновлення на території колишніх правобережних українських полків козацтва з усіма його правами та вольностями. Внаслідок цього правобережні полки було відроджено, почалось швидке заселення території людьми, що прибували сюди з інших українських земель.

### XVIII сторіччя
1699 року сейм Речі Посполитої ухвалив рішення про ліквідацію козацтва на Правобережній Україні. У 1702 р. представники української шляхти, козаків, міщан та духівництва ухвалили на нараді у Фастові підняти антипольське повстання, що отримало назву повстання Палія. У червні того ж року воно розпочалося збройними виступами на Поділлі та Брацлавщині й невдовзі охопило Київщину і Волинь.
У 1711 армія гетьмана Пилипа Орлика здійснила похід на Правобережну Україну з метою відновити гетьманську владу та позбутися залежності від Московського царства. Похід виявився невдалим.
У 1711–1712 рр. за наказом московської влади більшу частину козаків та цивільних мешканців Правобережжя було силою переселено до Лівобережної України, а всі правобережні полки ліквідовано.
У 1714 р. Правобережжя повністю остаточно повернула собі Річ Посполита.
Надалі у Правобережній Україні відбувались й інші великі повстання проти шляхетського панування Речі Посполитої — Гайдамацькі повстання 1734, 1750 років та Коліївщина (1768–1769 рр.).
Унаслідок другого поділу Речі Посполитої (1793) Правобережна Україна увійшла до складу Російської імперії.